# ダドリー・ドリヴァル
ダドリー・ドリヴァル（Dudley Dorival、1975年9月1日 - ）は、ハイチの陸上競技選手（障害）。

## 経歴
1975年、ハイチ人を両親にアメリカ合衆国、コネチカット州エリザベスに生まれる。
コネチカット大学商学部在学中より頭角を表し、1994年リスボンで行われた世界ジュニア陸上選手権で110メートルハードルで米国代表として準優勝を果たす。また1997年のユニバーシアードでも銅メダルを獲得した。
1999年7月にハイチの国民権を獲得し、同年の世界選手権で本格的世界デビューを果たす。結果は準決勝敗退。
2000年シドニーオリンピックでは予選より快調に勝ち進み、決勝に進出（13秒49で7位）。
翌2001年世界陸上選手権エドモントン大会ではハイチ史上初の銅メダルを獲得し、自国新記録も合わせて更新した（13秒25）。
以降徐々に調子を落とし、2003年・2005年・2007年と世界選手権に出場したが、準決勝止まりとなっている。

## 個人記録
| 種目  | 記録  | 風速     | 場所                 | 日付      |
| ----- | ----- | -------- | -------------------- | --------- |
| 110mH | 13.25 | -0.3 m/s | カナダ, エドモントン | 2001, 8/9 |